# Finn női jégkorong-válogatott
A finn női jégkorong-válogatott Finnország nemzeti csapata, amelyet a Finn Jégkorongszövetség irányít. A válogatott a világbajnokságon egyszer második, 13-szor harmadik volt. Az olimpián négyszer szerzett bronzérmet.

## Eredmények

### Világbajnokság
- 1990 –  Bronz
- 1992 –  Bronz
- 1994 –  Bronz
- 1997 –  Bronz
- 1999 –  Bronz
- 2000 –  Bronz
- 2001 – 4. hely
- 2004 –  Bronz
- 2005 – 4. hely
- 2007 – 4. hely
- 2008 –  Bronz
- 2009 –  Bronz
- 2011 –  Bronz
- 2012 – 4. hely
- 2013 – 4. hely
- 2015 –  Bronz
- 2016 – 4. hely
- 2017 –  Bronz
- 2019 –  Ezüst
- 2021 –  Bronz
- 2022 – 6. hely
- 2023 – 5. hely

### Európa-bajnokság
- 1989 –  Arany
- 1991 –  Arany
- 1993 –  Arany
- 1995 –  Arany
- 1996 –  Bronz

### Olimpiai játékok
- 1998 –  Bronz
- 2002 – 4. hely
- 2006 – 4. hely
- 2010 –  Bronz
- 2014 – 5. hely
- 2018 –  Bronz
- 2022 –  Bronz